# Dombokfalva
Dombokfalva (románul: Dâmburile) magyar többségű, kis létszámú falu Romániában, Kolozs megyében, amely Deák-, Krisán- és Pikkeltanyát foglalja magába.
A 2002-es adatok szerint 84 lakosa volt. A lakosság főként mezőgazdasággal foglalkozik.